# كادبوري
كادبوري (بالإنجليزية: Cadbury)‏ هي شركة بريطانية لصناعة الحلوى مقرها الرئيسي في أوكسبريدج، لندن، المملكة المتحدة وهي ثاني أكبر شركة لصناعة الحلويات بعد شركة مارس وكانت تعرف باسم شركة «كادبوري شويبس بي إل سي» منذ عام 1969 حتى مايو 2008 وتعد الشركة مدرجة في بورصة لندن، وهي المكونة للمؤشر فاينانشال تايمز 100 مؤشر.
وقد وافق مجلس إدارة شركة كادبوري لتصنيع الشوكولاتة على عرض قدمه لشركة الأغذية الأمريكية العملاقة كرافت لشراء الشركة البريطانية العريقة مقابل 11 مليار جنيه إسترليني.

## التاريخ
تأسست شركة كادبوري في مدينة برمنغهام بإنجلترا عام 1824 على يد جون كادبوري الذي كان يشتغل ببيع الشاي والقهوة ومشروبات الشوكولاتة، طرحت شركة كادبوري في عام 1905 منتجًا من الشوكولاتة بالحليب يحتوي على نسبة أعلى من الحليب مقارنة بالمنتجات المنافسة له في الأسواق في ذلك الحين. بدأت الشركة تصدير منتجاتها إلى خارج المملكة المتحدة في خمسينيات القرن التاسع عشر، وسرعان ما أصبحت شوكولاتة كادبوري هي المنتج الأعلى مبيعًا بين منتجات الشركة في عام 1914، وواحدة من أكبر ثلاث شركات بريطانية لتصنيع الحلوى خلال القرن التاسع عشر والقرن العشرين إلى جانب شركتي رونتريز وفرايز.
قدمت شركة كادبوري خلال الحرب العالمية الأولى الشوكولاتة والكتب والملابس للقوات المسلحة البريطانية دعمًا للمجهود الحربي، حيث انضم ما يزيد عن 2000 من موظفي شركة كادبوري الذكور إلى القوات المسلحة البريطانية، كما سلمت الشركة إثنين من مبانيها للحكومة البريطانية لاستخدامهما كمستشفيات، وتطوعت فتيات المصنع اللواتي أطلق عليهن اسم «ملائكة كادبوري» لغسيل ملابس الجنود المصابين أثناء تلقيهم العلاج في المستشفيات.
افتتحت شركة كادبوري أول مصنع لها خارج المملكة المتحدة في عام 1918 في مدينة هوبارت في تسمانيا أكبر الجزر الأسترالية.
اندمجت شركة كادبوري مع شركة جي إس فراي أند سونز الرائدة في إنتاج الشوكولاتة في عام 1919، واستحوذت في عام 1936 على نحو 60 في المائة من سوق شوكولاتة الحليب في المملكة المتحدة، كما استحوذت في عام 1967 على 60 بالمائة من السوق الأسترالية.
ثم اندمجت شركة كادبوري في عام 1969 مع شركة شويبس المنتجة لمشروبات شويبس وكونا معًا شركة كادبوري شويبس التي أصبحت ثالث أكبر شركة لتصنيع المشروبات الغازية في العالم قبل أن ينفصلا في 2 مايو 2008. استحوذت شركة كرافت فودز الأمريكية على شركة كادبوري في عام 2010.

## الأنواع والأشكال
بدأ بيع شوكولاتة كادبوري في علبة مزينة عرفت باسم فانكي بوكسز في عام 1861، ومنذ عام 1868 صارت تباع في صناديق مصممة على شكل قلب في أعياد الحب، كما صنعت شركة كادبوري لأول مرة منتجًا من الشوكولاتة على شكل بيضة عيد الفصح في عام 1875، وسرعان ما ارتبطت أنواع الشوكولاتة المحشوة بالأعياد، وفي عام 1893 أصبحت الشركة تبيع 19 نوعًا مختلفًا من بيض عيد الفصح المصنوع من الشوكولاتة.
طورت شركة كادبوري في عام 1905 شوكولاتة ديري ميلك التي احتوت على نسبة عالية من الحليب مقارنة بمنتجات الشوكولاتة السابقة، ثم أنتجت علبة حليب كادبوري لأول مرة في عام 1915 والتي استمرت في إنتاجها طوال فترة الحرب العالمية الأولى.

## التقييم
صنفت صحيفة ديلي تلغراف البريطانية منتجات العلامة التجارية كادبوري في عام 2013 كأحد أنجح الصادرات البريطانية.

## وصلات خارجية
- الموقع الرسمي